# 계림 최씨
계림 최씨(鷄林 崔氏)는 경상북도 경주시를 본관으로 하는 한국의 성씨이다. 시조는 신라에서 계림부태수(鷄林府太守)를 지낸 최윤순(崔允順)이다.

## 참고 자료
- “계림최씨(鷄林崔氏)”. 뿌리를 찾아서.[깨진 링크(과거 내용 찾기)]